# Али (мифология)
Али (груз. ალი) — персонажи грузинской мифологии, злые духи, живущие в лесу, скалах, в развалинах, у реки, забирающееся в конюшни. Вредят роженицам, младенцам, одиноким путникам. Бывают мужского и женского пола (алкали), имеют устрашающий вид (зубы из меди, когти, грязные волосы). Могут, приняв облик близкого человека, заманить жертву в воду. Предстаёт перед мужчиной в образе красивой женщины с распущенными волосами, заманивает в воду и топит его. Часто сидит в воде или на камне и расчёсывает волосы. Если в это время к ней кто-нибудь подкрадётся и срежет волосы, она станет обычной женщиной, пойдёт за человеком к нему домой и будет служить, пока ей не вернут срезанные волосы. Уходя, али мстит семье, которая держала её в плену. У али есть способность оборачиваться, может обернуться знакомым или другом, ввести в заблуждение и нанести ущерб. Али часто по ночам забирается в конюшню, выводит коня и до утра загоняет его, возвращая взмыленным, к тому же спутывает коню гриву так, что её никто не может распутать.
В некоторых сказаниях алкали наделены функциям богини Дали и, как и она, представляются в виде златовласой красавицы в белом платье. Злым чарам Али противостоит «заговор о Али» или имя святого Георгия.